# Musée national San Matteo
Pour les articles homonymes, voir Matteo.
Le musée national San Matteo (en italien : Museo Nazional di San Matteo) est un des musées de Pise.
Il est installé dans l'ancien couvent médiéval de San Matteo in Soarta, sur le lungarno Mediceo, sur la rive droite de l'Arno.
Le musée propose un ensemble complet d'œuvres de grands maîtres pisans et toscans du XIIe siècle au XVIIe siècle, ainsi qu'une riche section archéologique et de céramique. Le nombre et la qualité de ses œuvres en font l'un des plus importants musées européens dans le domaine de l'art médiéval. Extraordinaire en particulier est la collection de peintures pisanes des XIIe siècle/XIIIe siècle. Ces œuvres de plus en plus étudiées par les historiens d'art les ont amené à reconnaître en la peinture pisane, le foyer majeur de la peinture italienne jusqu'au début du Duecento.

## Histoire
L'ensemble de la riche collection de primitifs italiens du religieux Sebastiano Zucchetti (évêque de Cortone du 27 avril 1705 à septembre 1714) donné au musée de l'Œuvre du Duomo, hébergé et complété à partir de 1796, est ensuite intégré dans l'école de dessin de la ville puis à l'académie des beaux-arts, avant de devenir le fonds du musée civique de la ville. 
Celui-ci prend le statut de musée national en 1949 et est définitivement installé dans le couvent San Matteo.

## Collections

### Section des céramiques duXIIIesiècleauXVIIesiècle(salles 7-12)
D'un grand intérêt est la section sur la fabrication de la céramique à Pise (salles 7 à 11). Au XIe siècle, la république maritime de Pise alors à son apogée est alimentée par la céramique d'origine islamique. Elle va construire les premiers ateliers toscans, réussissant même vers 1250, à l'aide d'un vernis à base d'étain, à créer une majolique archaïque pisane, qui se caractérise par ses couleurs brun et vert. Au XIVe siècle, ces céramiques seront exportées sur tout le pourtour méditerranéen.
Les salles exposent ainsi de nombreuses pièces étrangères (bassins islamiques) et des réalisations locales. Ces dernières proviennent pour la plupart des murs extérieurs des édifices religieux, où elles ont été remplacées par des copies.
La salle 12 expose les pièces de la collection Tongiorgi, certaines étant notamment décorées a stecca (stries en baguettes).

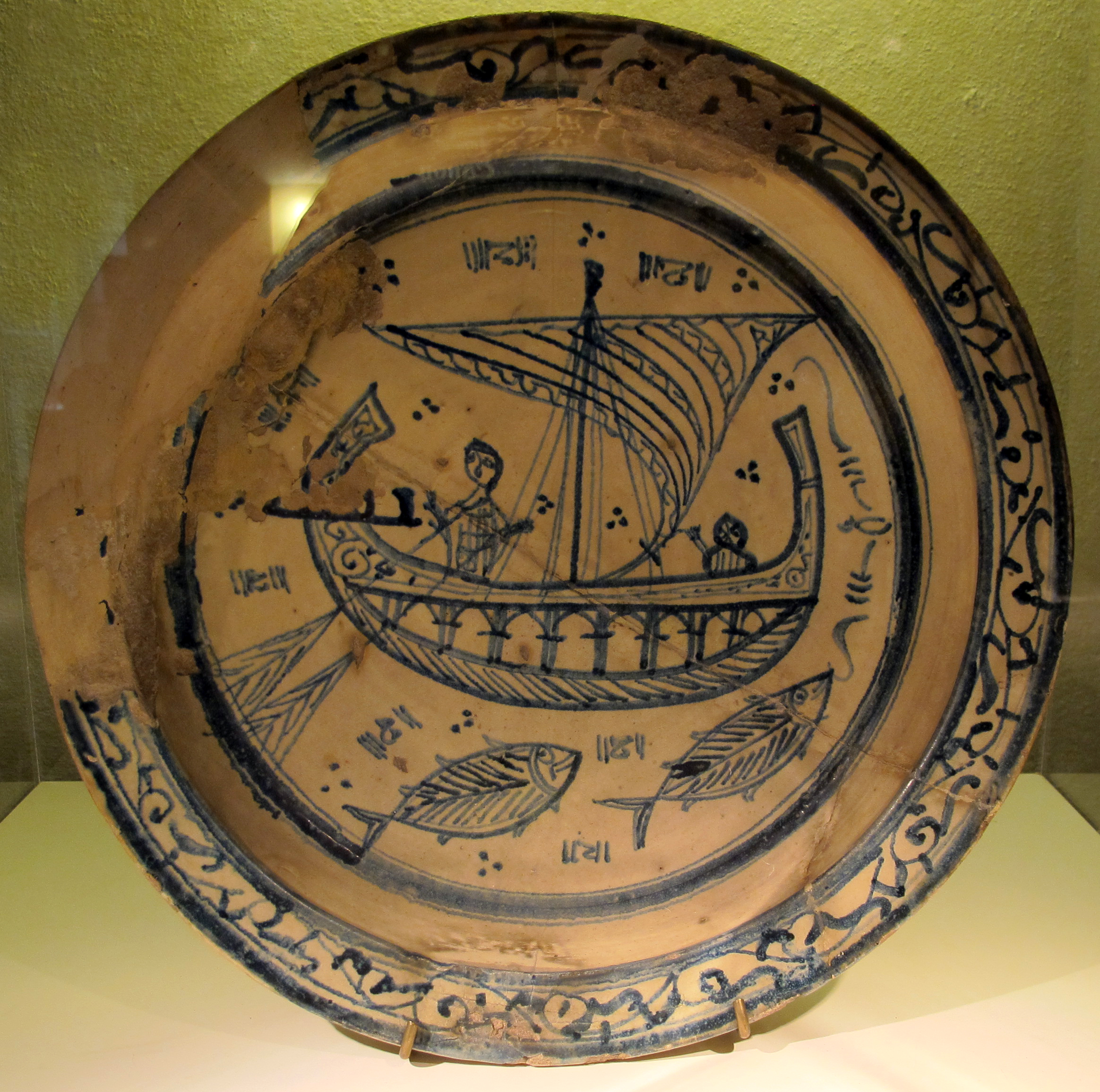
bassin (1175-1225)
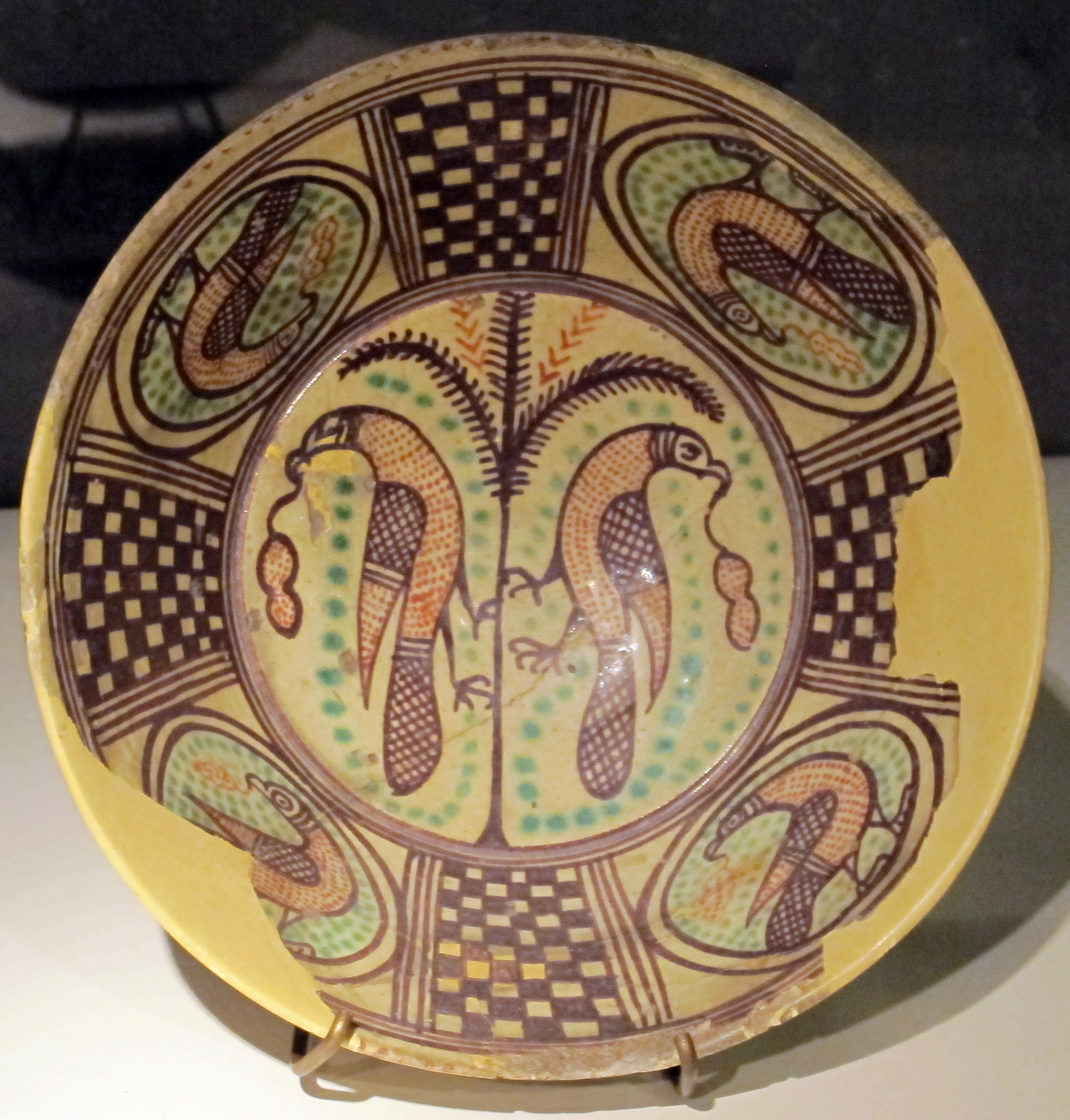
bol (1175-1200)
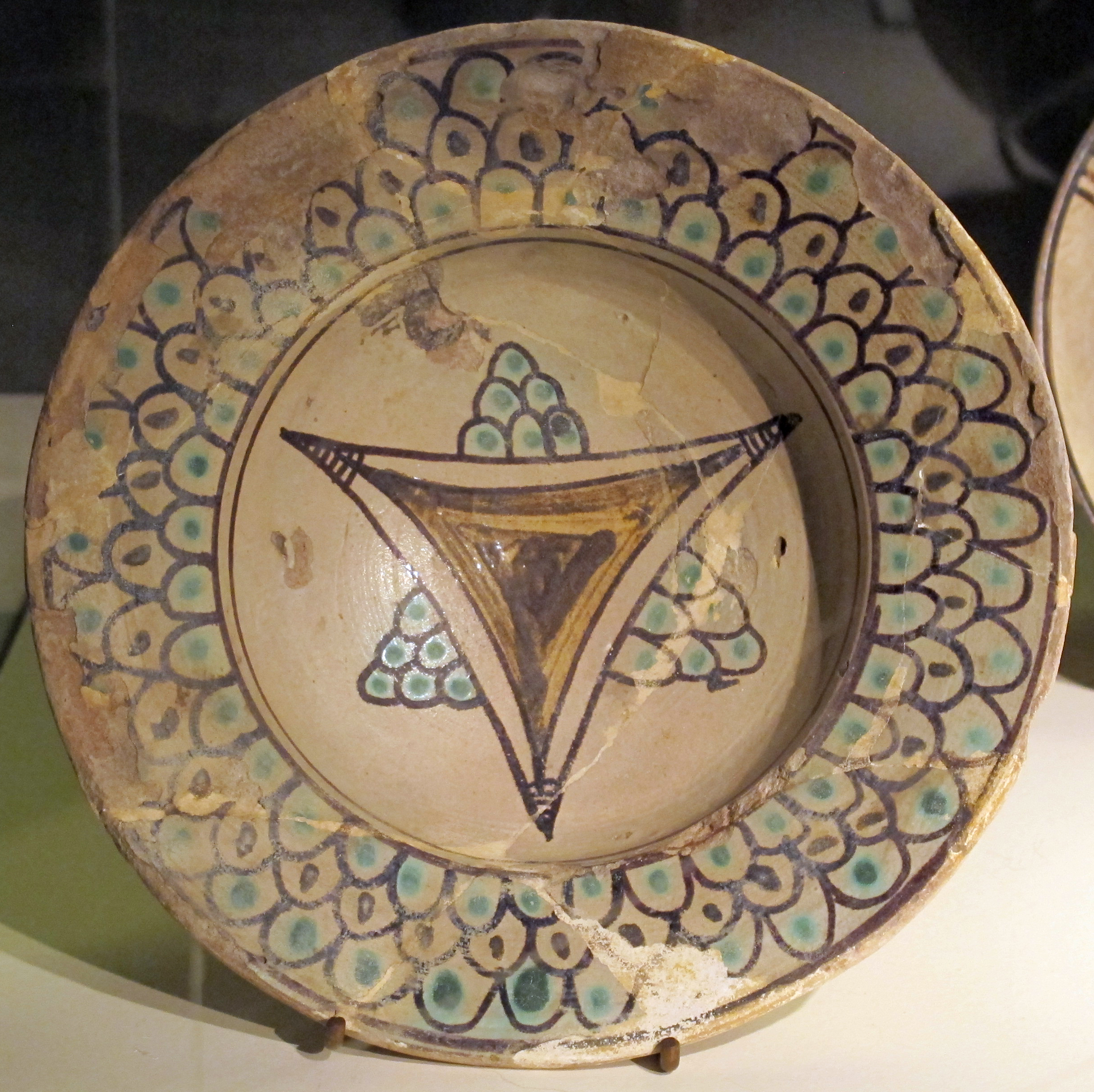
assiette (1190-1250)
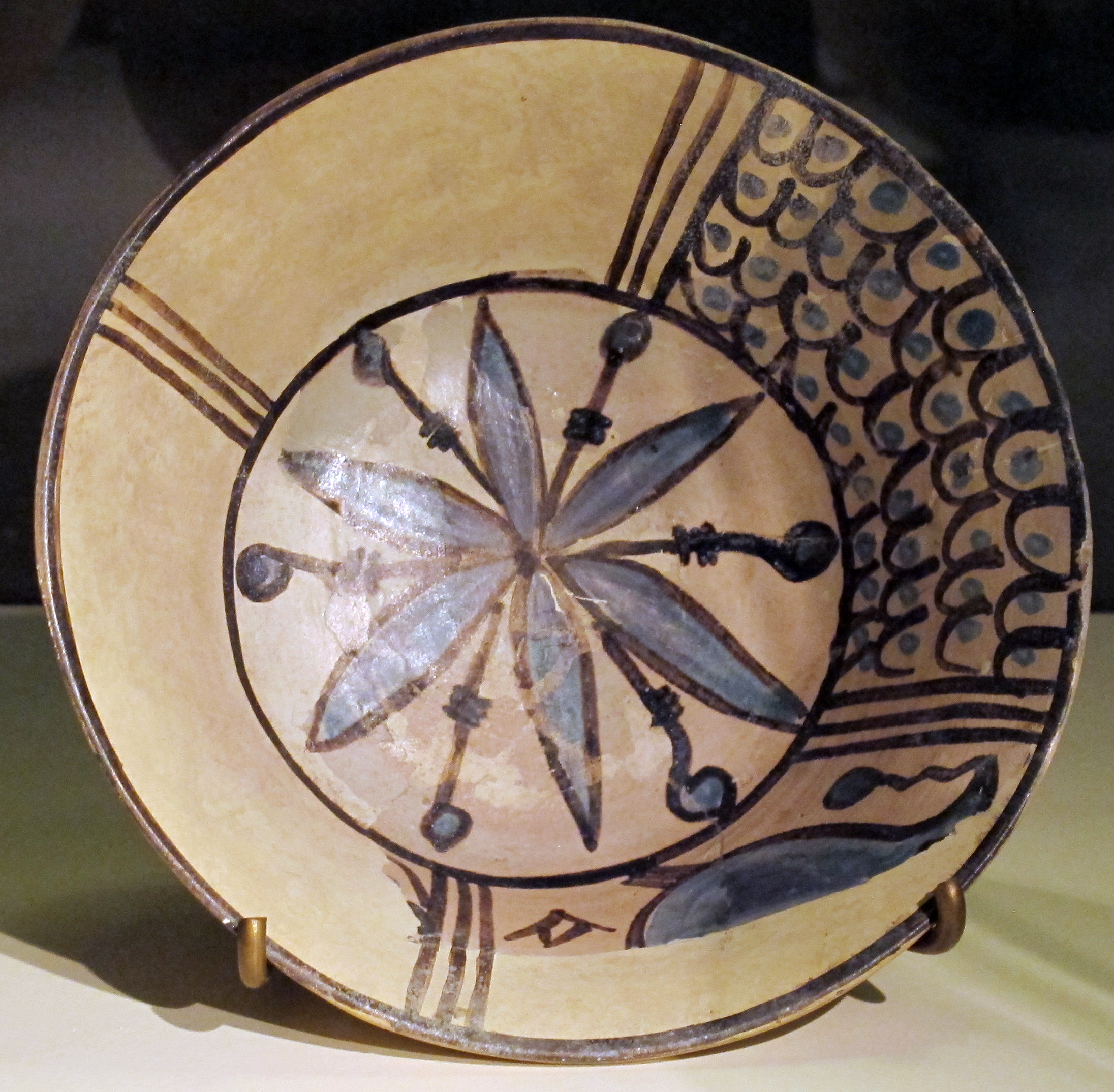
assiette (1190-1250)

### Sculpture pisane duXIIesiècle(salle 13)
L'ancien presbytère de l'église de San Matteo (auj. salle 13) présente des œuvres locales, témoignant de la pénétration en Italie du style byzantin : 
- le linteau avec des Histoires de saint Pierre (XIIe siècle)
- le Christ Pantokrator (Christ bénissant) (datée de 1202, 1204 dans la chronologie pisane) autrefois sur la lunette de l'église San Michele degli Scalzi
- les fragments de la chaire de San Michele in Borgo
- une Vierge à l'enfant avec des anges et un abbé, œuvre de Francesco Lupo, un disciple de Giovanni Pisano, provenant également de San Michele in Borgo.

Elles côtoient des d’œuvres gothiques, comme les sculptures de la façade de Santa Maria della Spina.

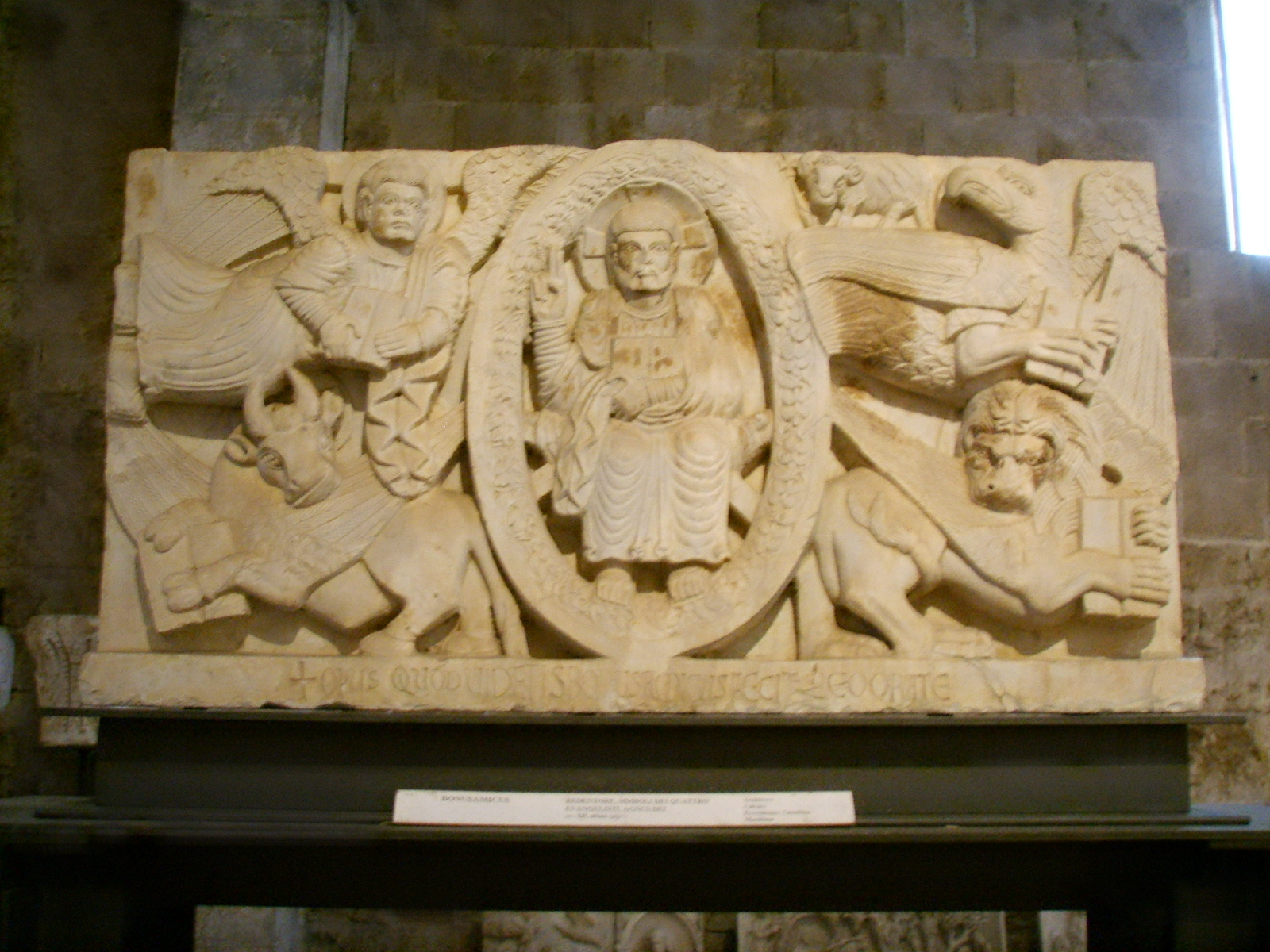
Architrave romane, représentant le Christ rédempteur et symboles évangélistes, signée Bonusamicus, dernier quart du XIIe siècle
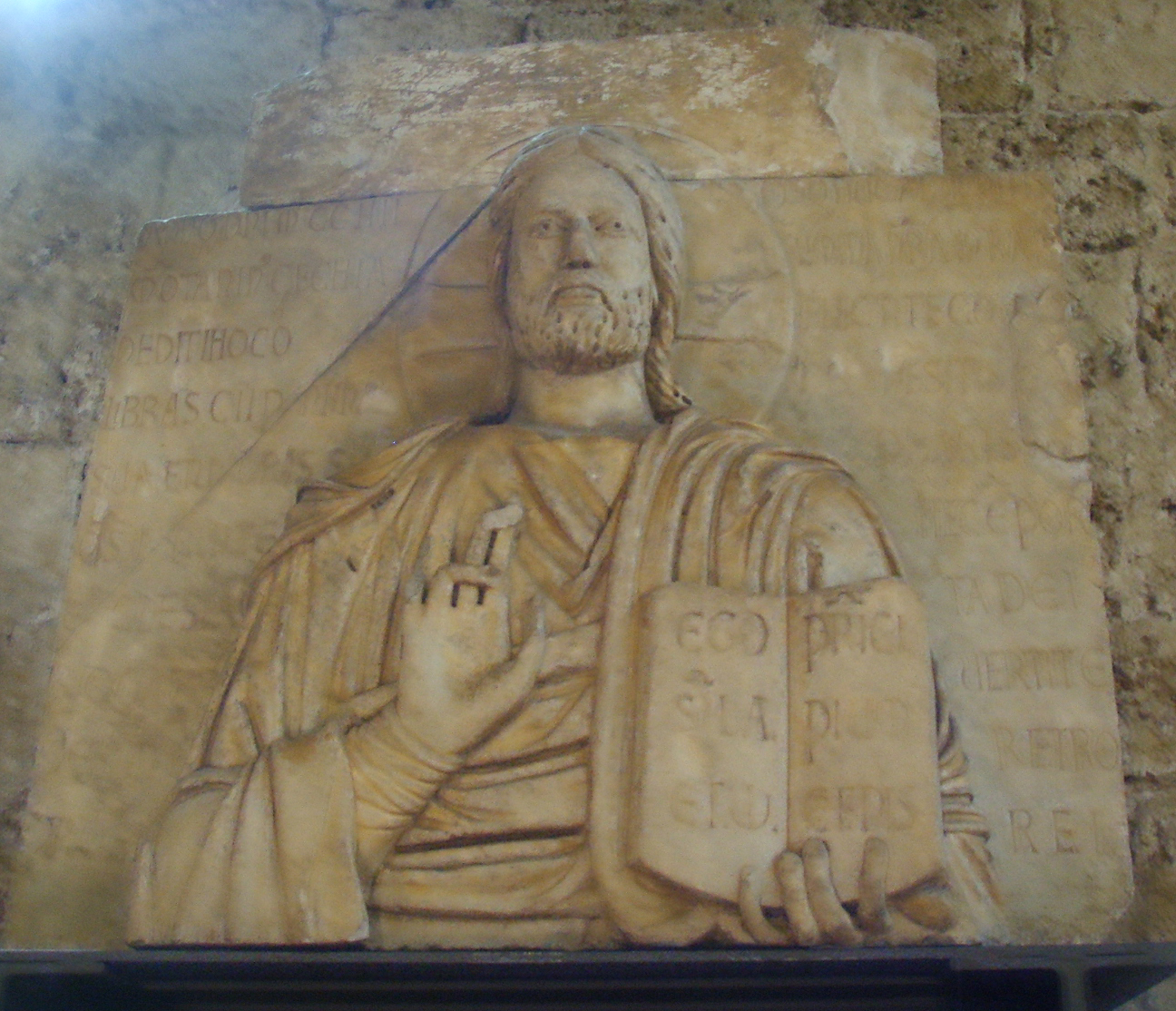
Christ pantokrator (1202), provenant de l'église San Michele degli Scalzi

### Art byzantin (salle 14)
Elle conserve des œuvres greco-byzantines, entre autres une icône sur panneau et une croix en cristal de roche du XIVe siècle.

### Collection de numismatique (salle 15)
La collection de numismatique couvre huit siècles, du XIIe siècle jusqu'au XIXe siècle.
Elle comprend également des poids marchands et des sceaux de la ville de Pise ainsi que d'autres états italiens. 
Parmi les pièces, les Augustali de Frédéric II de Souabe sont considérées comme les pièces médiévales italiennes les plus élégantes. 
Leur grand nombre trouvé à Pise (comme les Tarì de Manfred de Sicile) constitue une preuve importante du soutien de la ville à la cause gibeline au XIIIe siècle et ensuite de sa fidélité à la maison impériale souabe.

### Peinture duXIIesiècle,XIIIesiècle(salles 16-18)

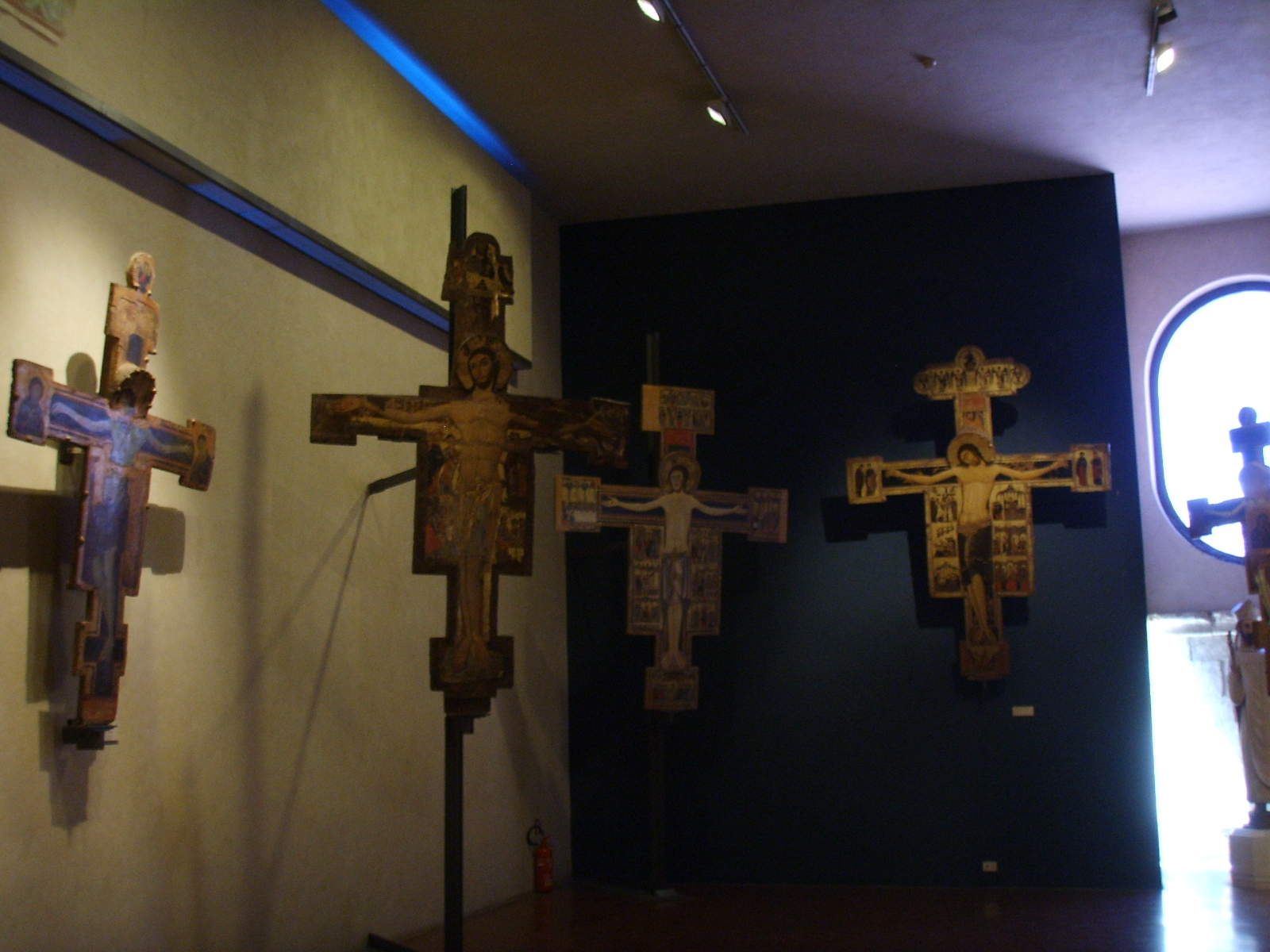
Une des salles des croix peintes.

salle 16 des grands crucifix peints
- Crucifix de San Paolo all'Orto (début XIIe siècle)
- Crucifix de l'église du Saint-Sépulcre (no 15) (fin XIIe siècle)
- Crucifix provenant de San Martino (no 20) (vers 1210), plus ancien témoignage occidental du Christus patiens d'origine byzantine

Œuvres attribuées aux Berlinghieri : 
- Crucifix de Fucecchio (début XIIIe siècle)

Œuvres attribuées à Giunta Pisano :
- La Croix processionnelle du Duomo de Pise
- Le Crucifix de San Benedetto
- Crucifix de San Ranierino (milieu du XIIIe siècle)
- Retable de Saint-François

Œuvres attribuées à Enrico di Tedice :
- Déposition
- Crucifix

Œuvres attribuées au Maître de San Martino :
- Madonna di San Martino, la madone éponyme, autre œuvre majeure (du 3e quart) du XIIIe siècle
- Sainte Anne et la vierge enfant, et deux anges (inv. 1585)
- Vierge à l'enfant, anges, saint Martin et le pauvre, saint Jean l'évangéliste

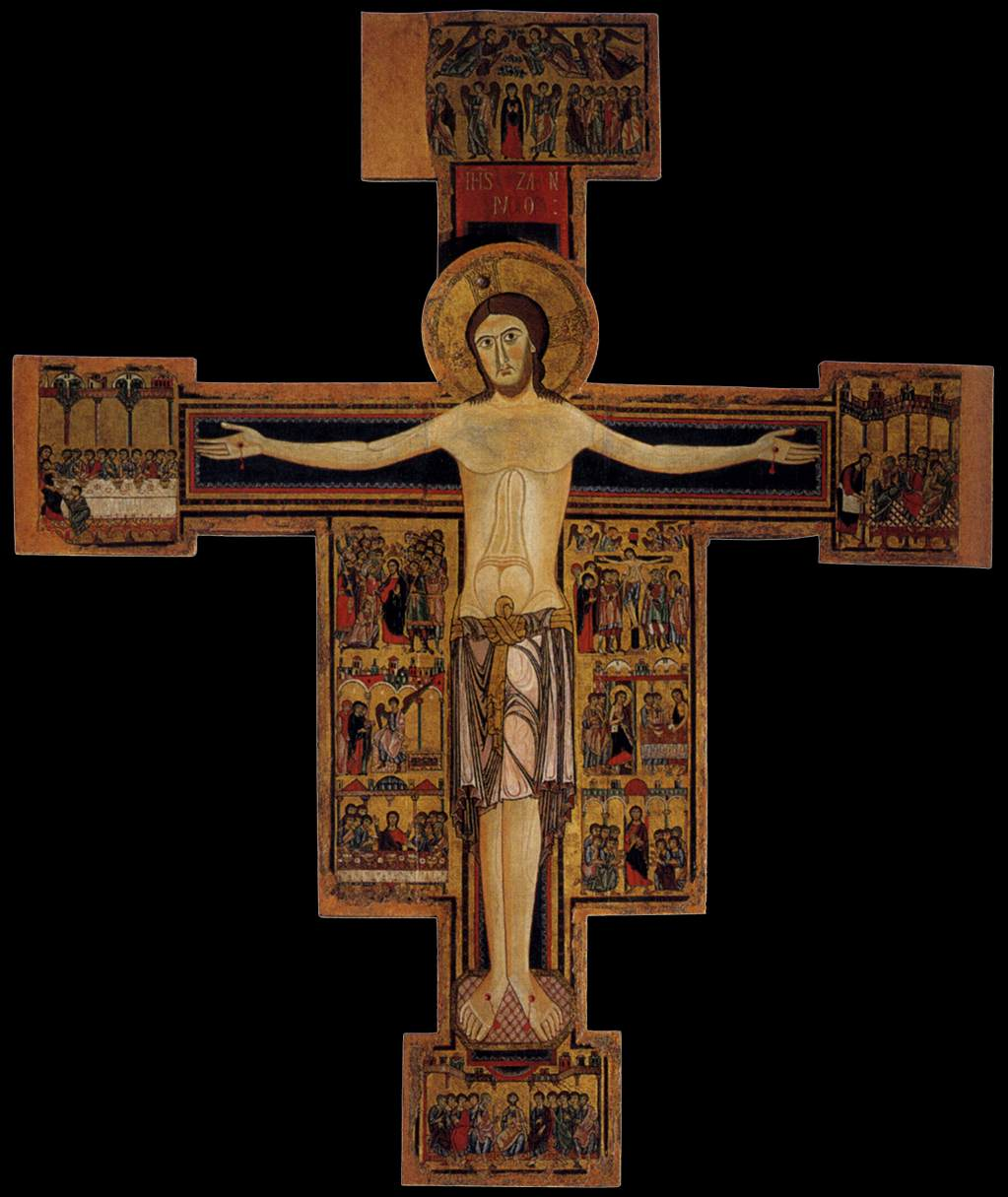
Crucifix no 15
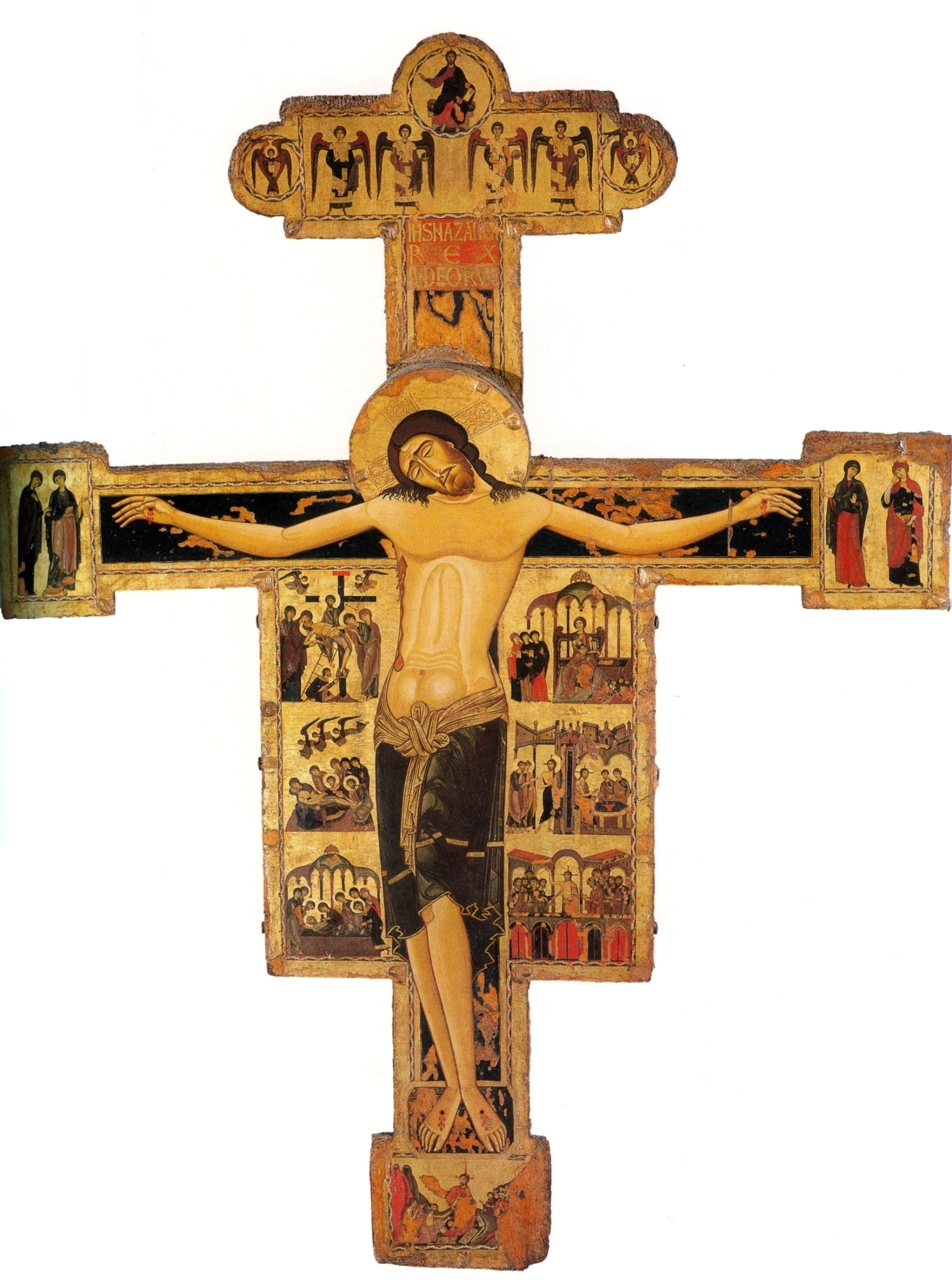
Crucifix no 20
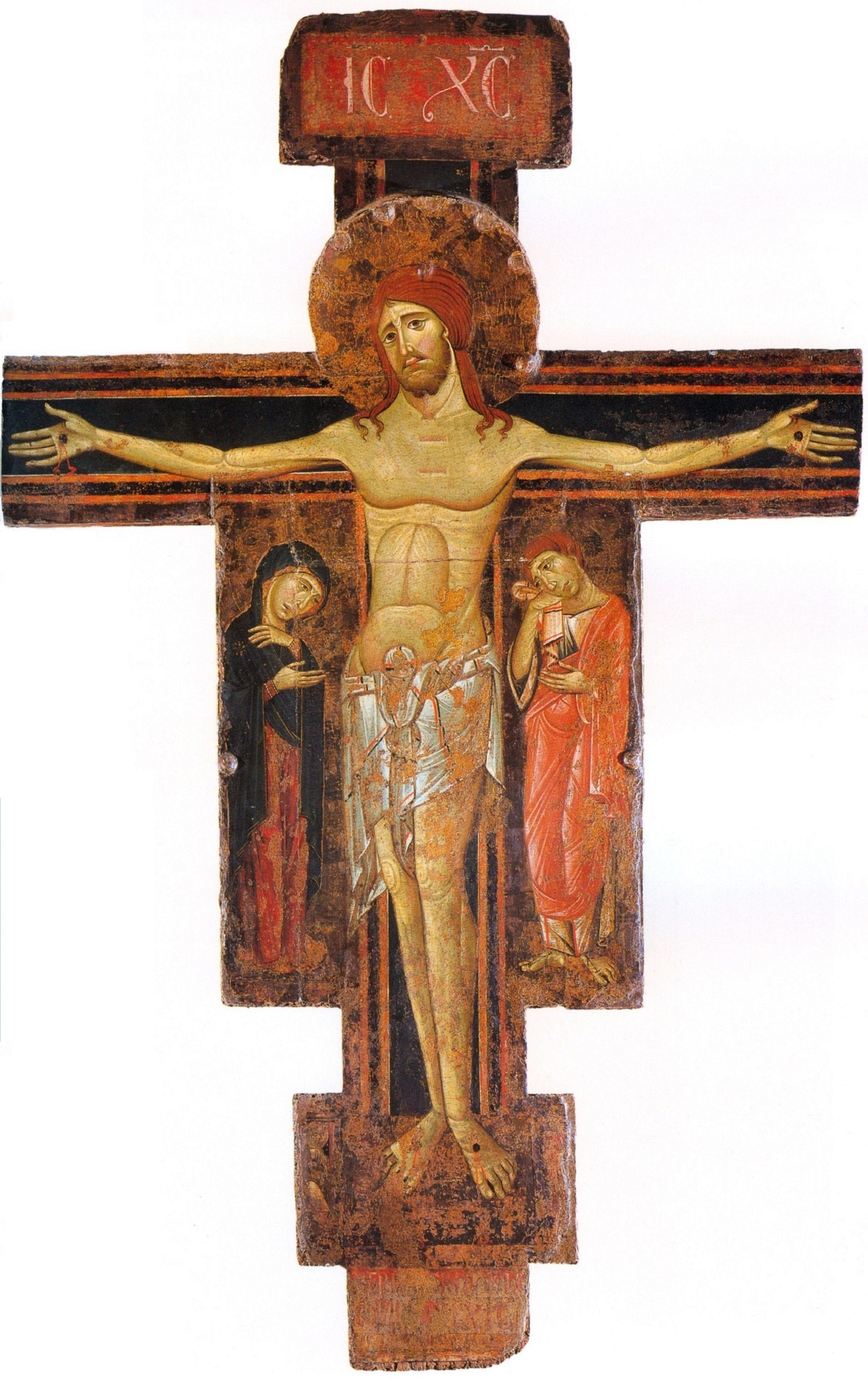
Berlinghiero Berlinghieri, Crucifix de Fucecchio
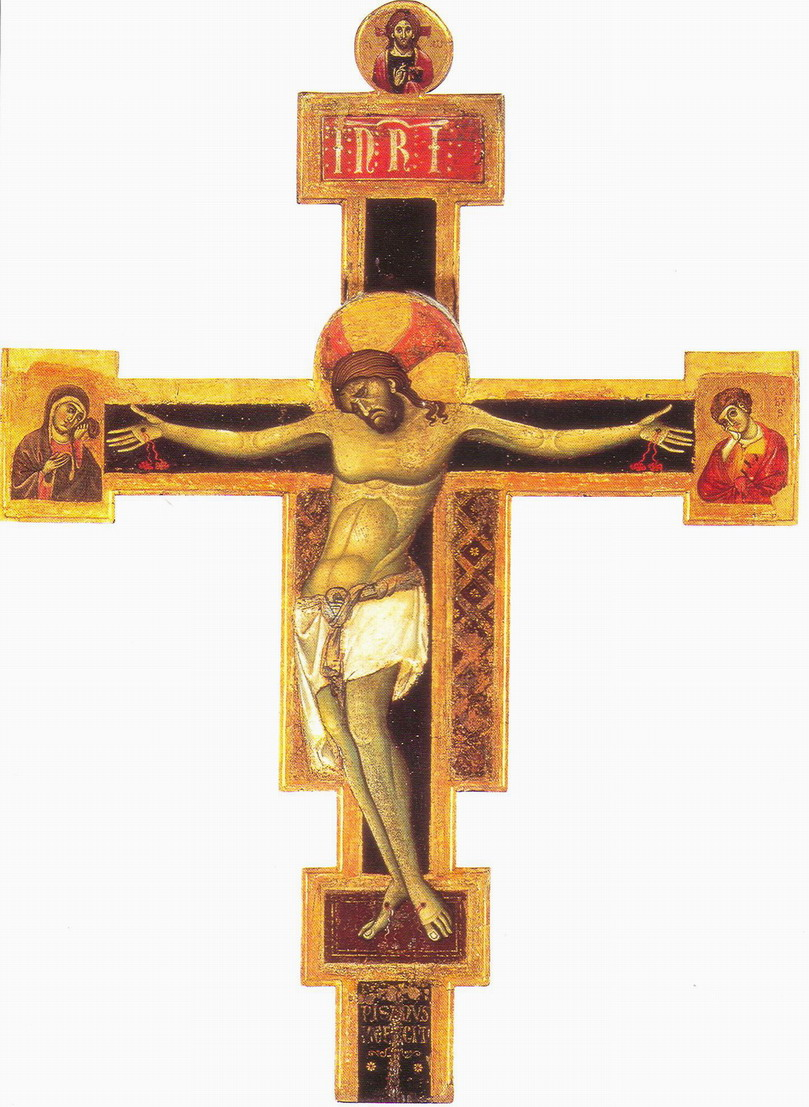
Giunta Pisano, Crucifix de San Ranierino
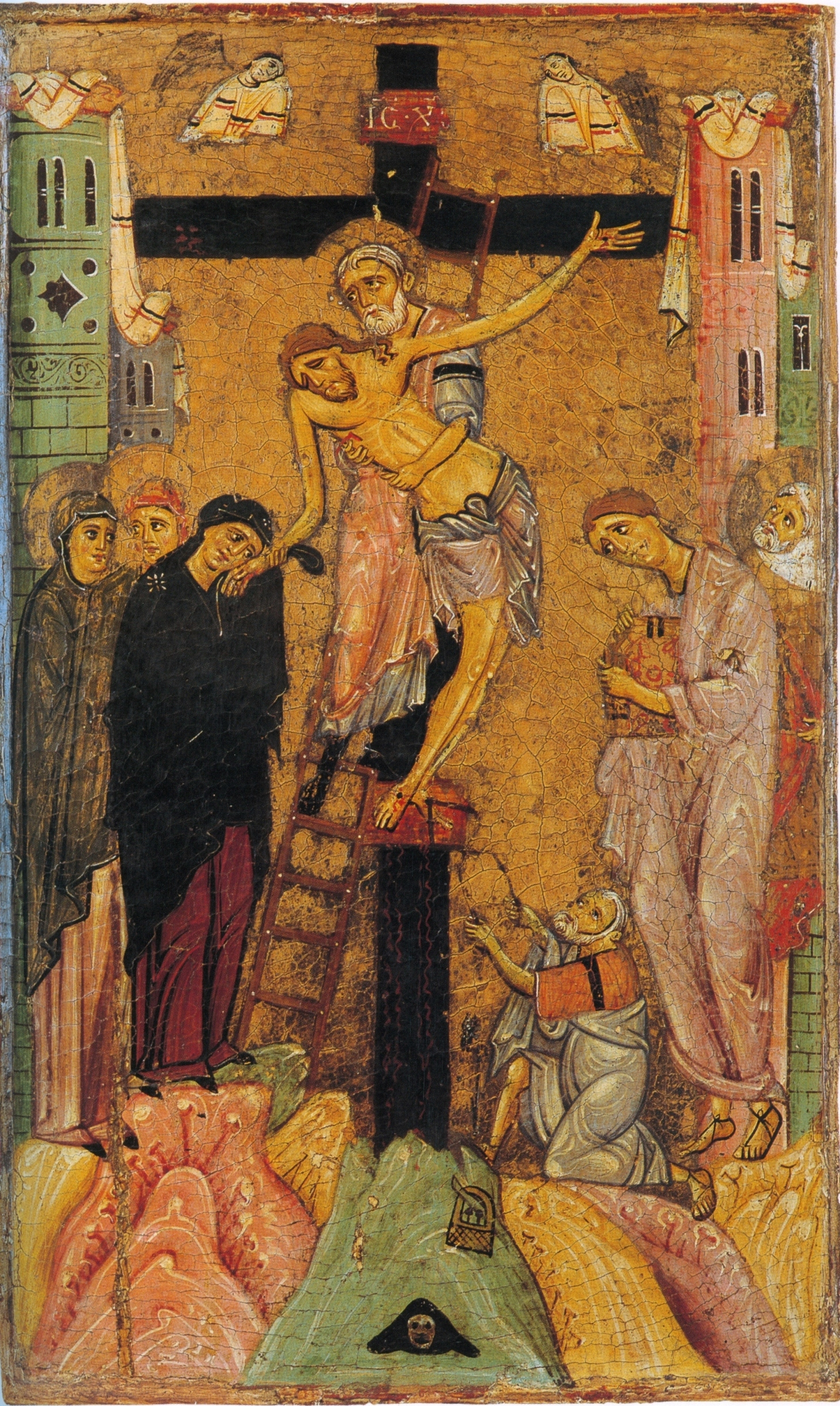
Enrico di Tedice, Déposition (1260-1270)
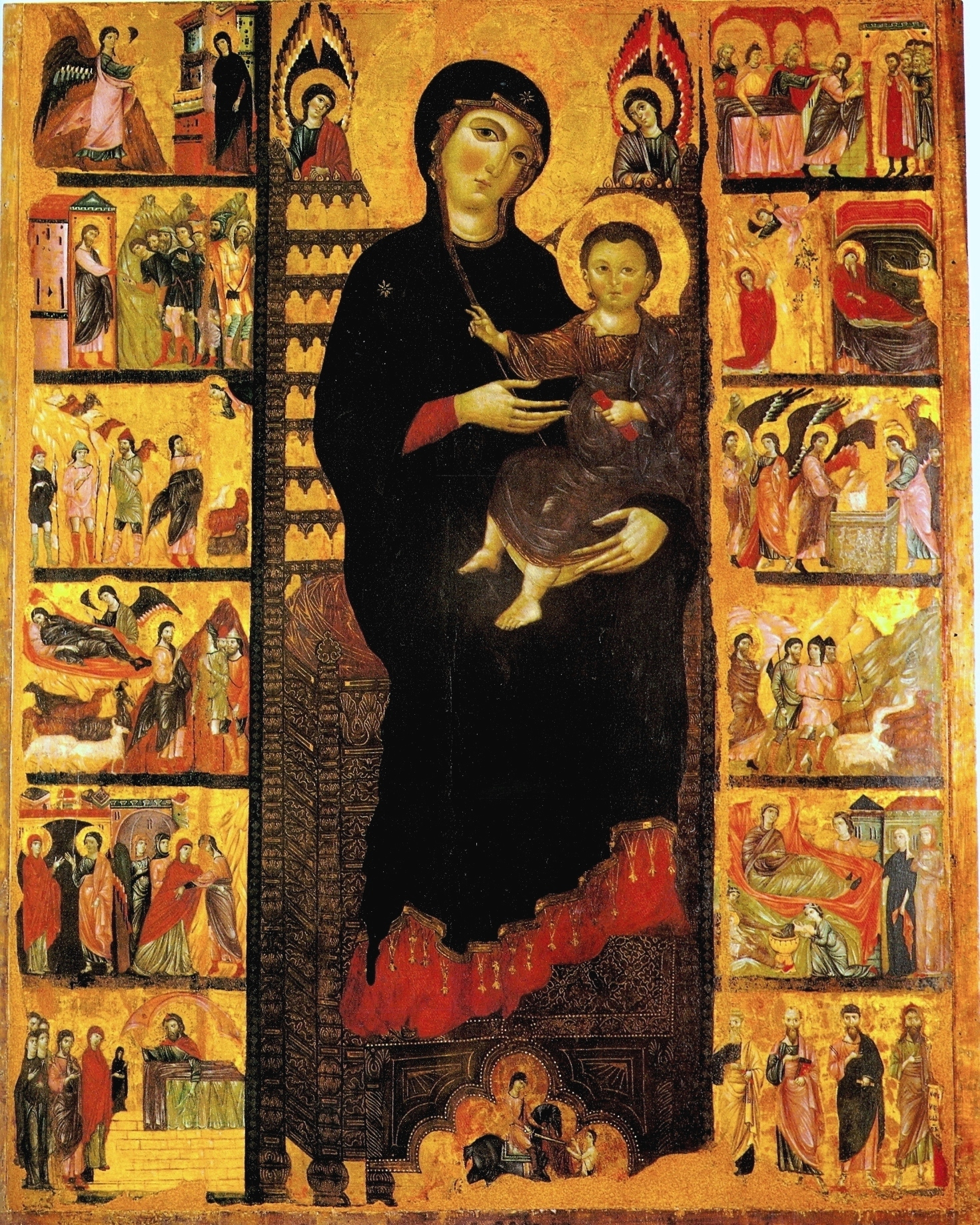
Maître de San Martino, Madone éponyme
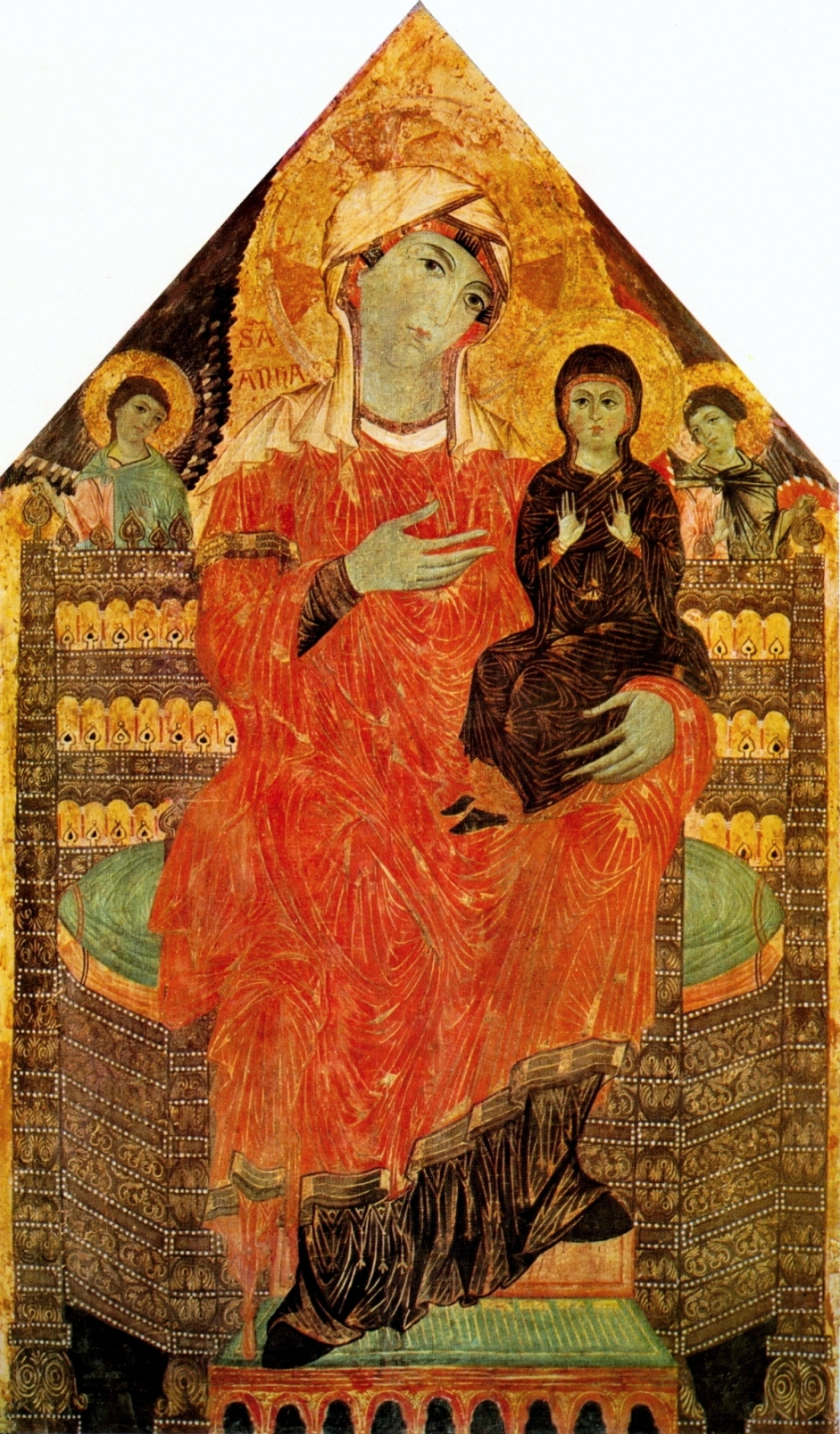
Maître de San Martino, Sainte Anne et la Vierge enfant

salle 17
- Retable de sainte Catherine
- Madone signée « inellus (o asinellus) pisanus »

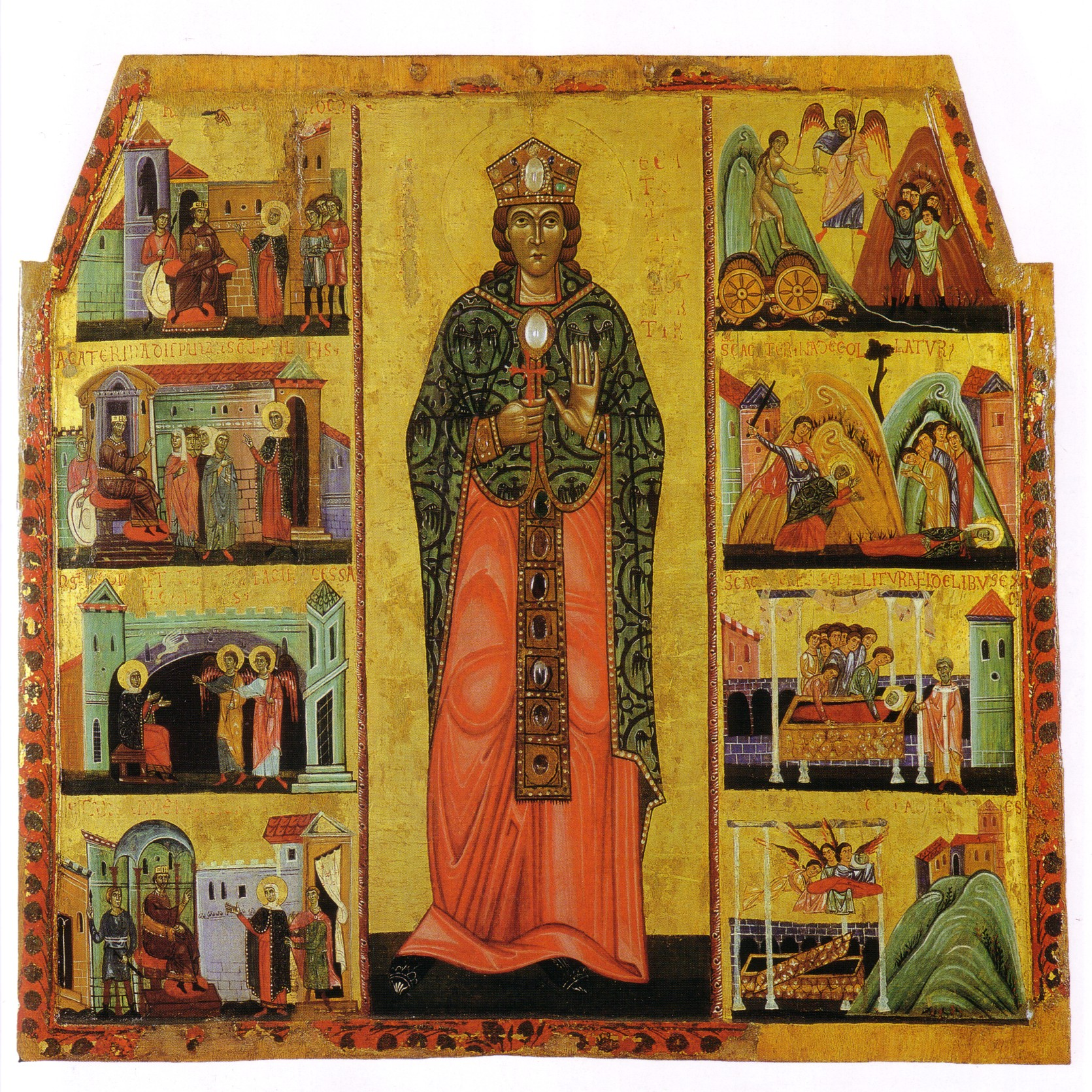
Retable de sainte Catherine (inv. 1583)

salle 18
La salle présente la célèbre Bible de Calci (datée de 1168) ainsi que d'autres enluminures.

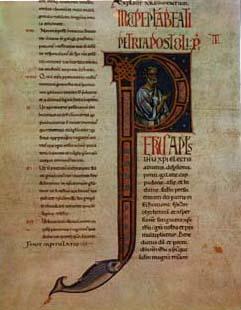
La Bible de Calci (IV, c. 25r)

### Peinture du Trecento (salle 20)
La salle 20 présente les œuvres du Trecento. 
Les principales œuvres de la salle sont le grand Polyptyque de sainte Catherine de Simone Martini (1319-1320) et le Polyptyque de San Domenico de Francesco Traini.
Parmi les autres œuvres:
- un retable de Deodato Orlandi, signé et daté 1301
- une Madone de Memmo di Filippuccio
- la Madone éponyme de Maître de San Torpè
- une sinopia de Buonamico Buffalmacco
- Maestro della Carità
- Giovanni di Nicola
- Annunciata signée Agostino di Giovanni et Stefano Accolti, datée 1321
- le polyptyque de Lippo Memmi provenant de Casciana Alta
- quattro santi du Maître de la Madone de San Pietro Ovile (seconde moitié du XIVe siècle).

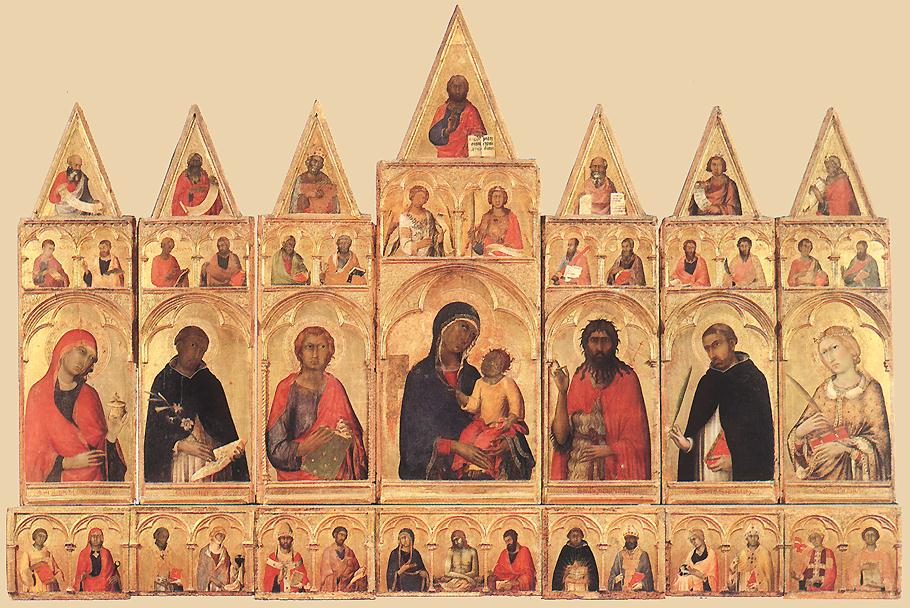
Simone Martini, Le polyptyque de sainte Catherine

### Andrea Pisano et Nino Pisano (salle 21)
La salle 21 est dédiée à Andrea Pisano et à ses fils Nino et Tommaso.
Andrea Pisano
- Angelo annunciante (vers 1345-1348)

Andrea et Nino
- Vierge à l'Enfant allaitant, provenant de l'église Santa Maria della Spina.

Nino Pisano  
- Madonna dei Vetturini, venerata da coloro che viaggiano, da cui il nome.

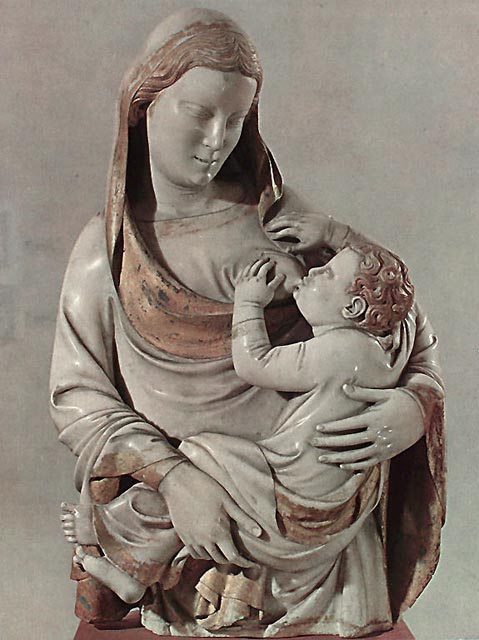
Madonna del latte de Pisano.

### Du Trecento au Quattrocento (salles 22-24)
salle 22
La salle s'ouvre par les œuvres de deux élèves pisans de Francesco Traini :

Francesco da Volterra
- Polyptyque avec deux saints

Cecco di Pietro
- Pièta
- Polyptyque de la Crucifixion
- des fragments de prédelle du Polyptyque d'Agnano

Domenico Veneziano
- Madonna e angeli musicanti

Barnaba da Modena
- la Madonna dei Mercanti
- la Madonna del latte
- Luca di Tommè : la Crucifixion signée et datée 1366
- Spinello Aretino
- 4 saints d'Agnolo Gaddi.

Martino di Bartolomeo et Giovanni di Pietro, les trois polyptyques datés et signés: 
- Polyptyque de 1402
- Polyptyque de 1403
- Polyptyque de 1405

Jacopo di Michele dit il Gera
- Madonne e santi

Taddeo di Bartolo
- Polyptyque de San Michele in Borgo

La salle 23 bénéficie des beaux arcs bilobées de l'ancien couvent, et expose notamment les sculptures de Francesco di Valdambrino, élève des Pisano : 
- Annunciation, provenant de l'Église San Francesco de Pise
- Vergini annunciate.

La salle 24 est dédiée à l'école pisane de peinture de la fin du XIVe siècle, début du XVe siècle. Parmi les artistes représentés figurent notamment Getto di Jacopo (en) et Turino Vanni. Le Crucifix de la Dogana (1437) offre la représentation picturale la plus ancienne du Duomo de Pise. 
- Bicci di Lorenzo : triptyque.

### Quattrocento (salles 25-28)
La salle 25 consacrée à la première Renaissance (1420-1500) est surtout connue pour conserver :  
- Madone de Fra Angelico (1423)
- Madone d'humilité (vers 1425) de Gentile da Fabriano
- Saint Paul (1426) de Masaccio, seul fragment subsistant à Pise du grandiose polyptyque exécuté pour l'église du Carmel (Carmine) à Pise.

mais présente aussi :
- Madone d'Alvaro Pirez d'Evora
- Buste-reliquaire de saint Rossore (1424-1427), bronze de Donatello
- Madone (bas-relief de stuc) de Michelozzo
- Couronnement de la Vierge de Neri di Bicci
- Madone de Zanobi Machiavelli.

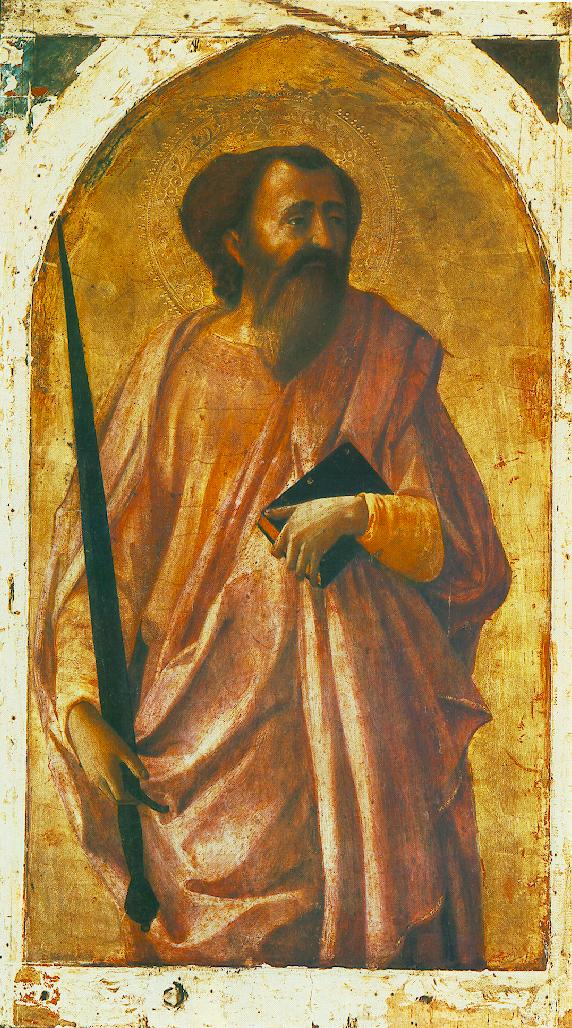
Masaccio, Saint Paul
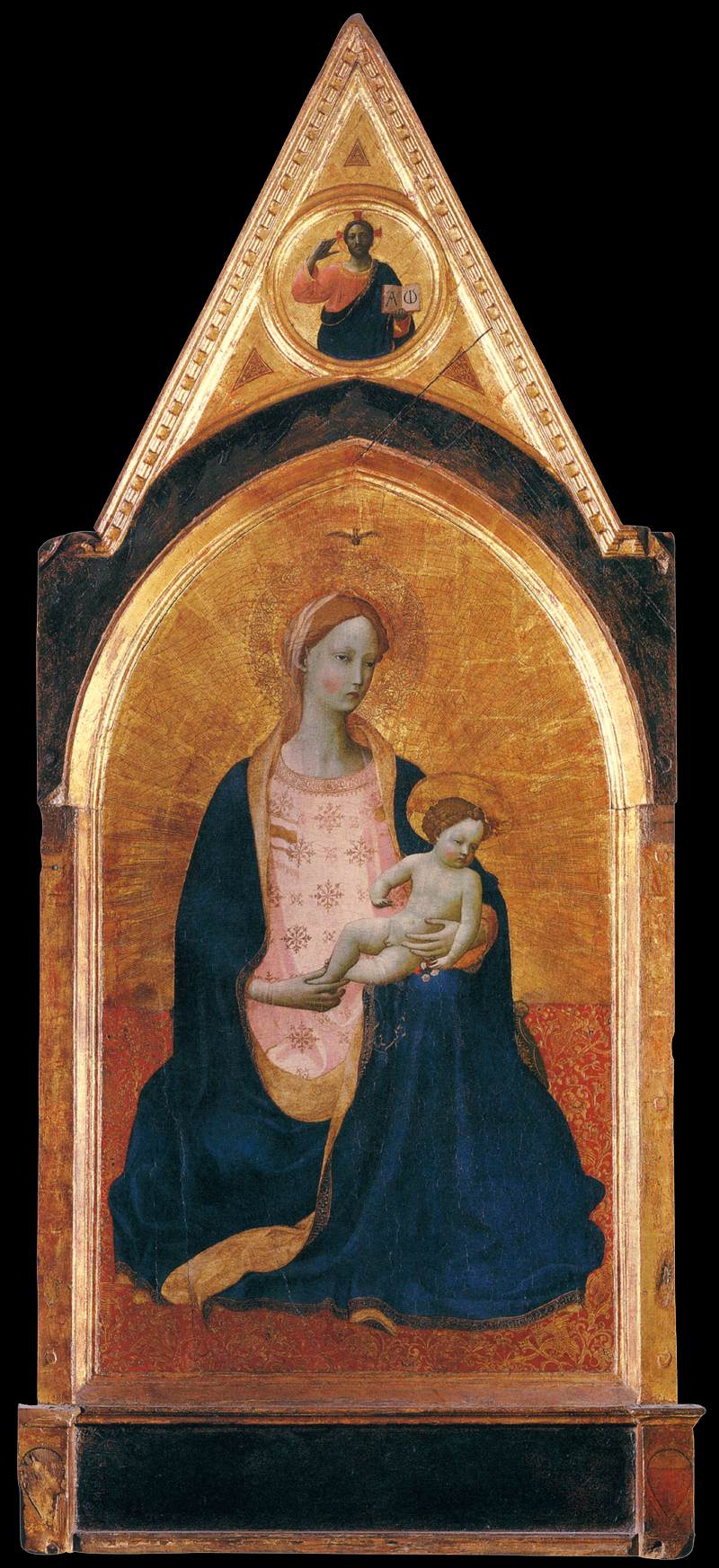
Fra Angelico, Vierge d'humilité
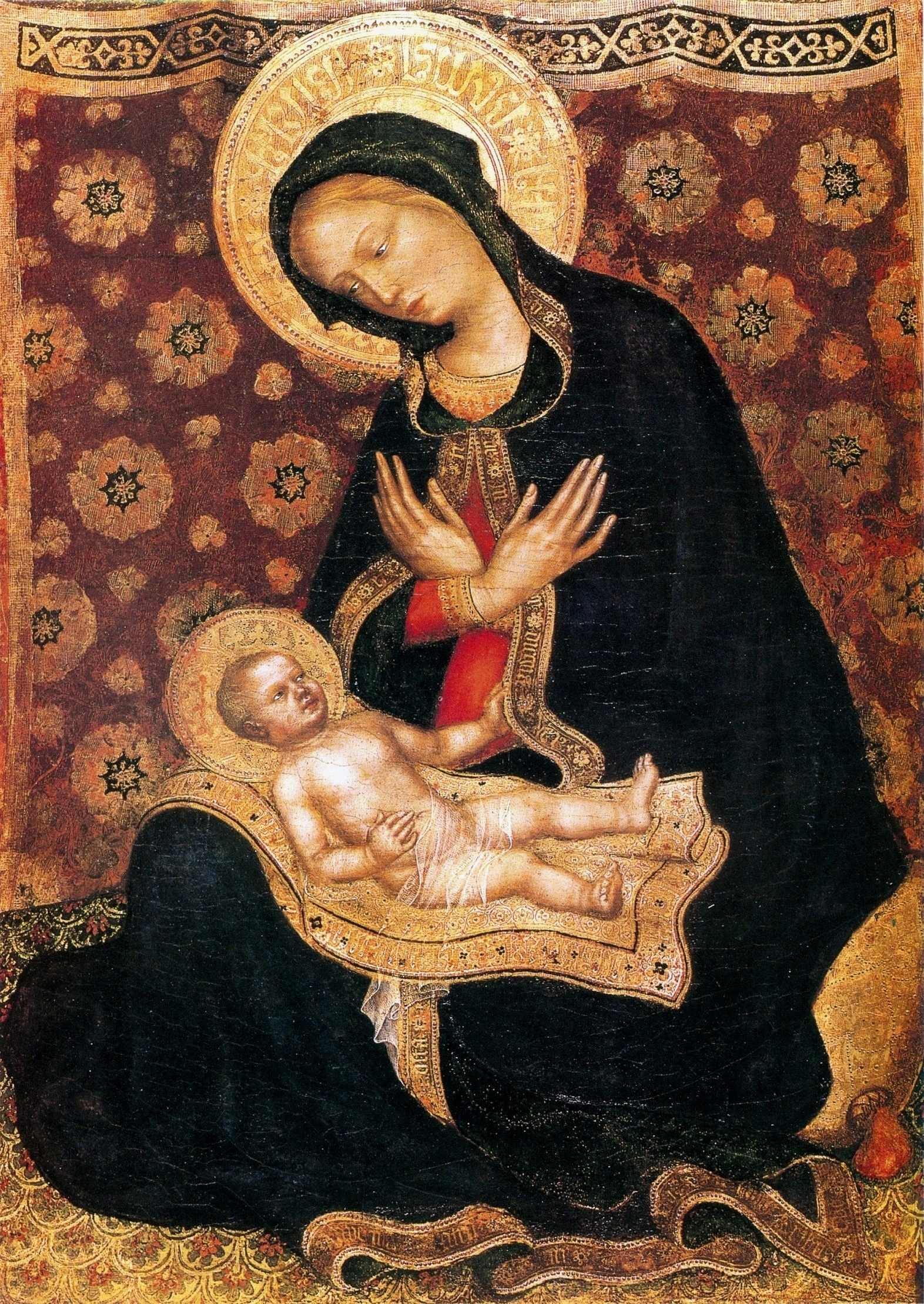
Gentile da Fabriano, Vierge d'humilité

La salle 26 est dédiée au florentin Benozzo Gozzoli, avec une Crucifixion et deux Madones, le sinopie des fresques de San Domenico.
Si la salle 27 expose les sculptures de Luca della Robbia, Andrea Guardi (it) et Giovanni Buglioni, ainsi que deux œuvres de Domenico Ghirlandaio, la salle suivante présente un Triptyque de Sainte Catherine d'Alexandrie dont le panneau central est du Maître de la Légende de sainte Lucie, et quelques réalisations de l'atelier de Ghirlandaio (Saint Sébastien).

### Peinture duXVIesiècleauXVIIIesiècle(salles 29-32)
Les salles 29 à 32 réunissent les œuvres de :
Santi di Tito, 
Il Cigoli, 
Jacopo Vignali, 
Le Passignano, 
Le Sodoma, 
Rutilio Manetti, 
Francesco Curradi, 
Matteo Rosselli, 
Giovanni Bilivert, 
Giuseppe Melani et Giovanni Battista Tempesti (en).